# Tapinoma funiculare
Tapinoma funiculare este o specie de furnici din genul Tapinoma. Descrisă de  Santschi în 1928, specia este endemică în Vietnam.